# Teatro das Figuras

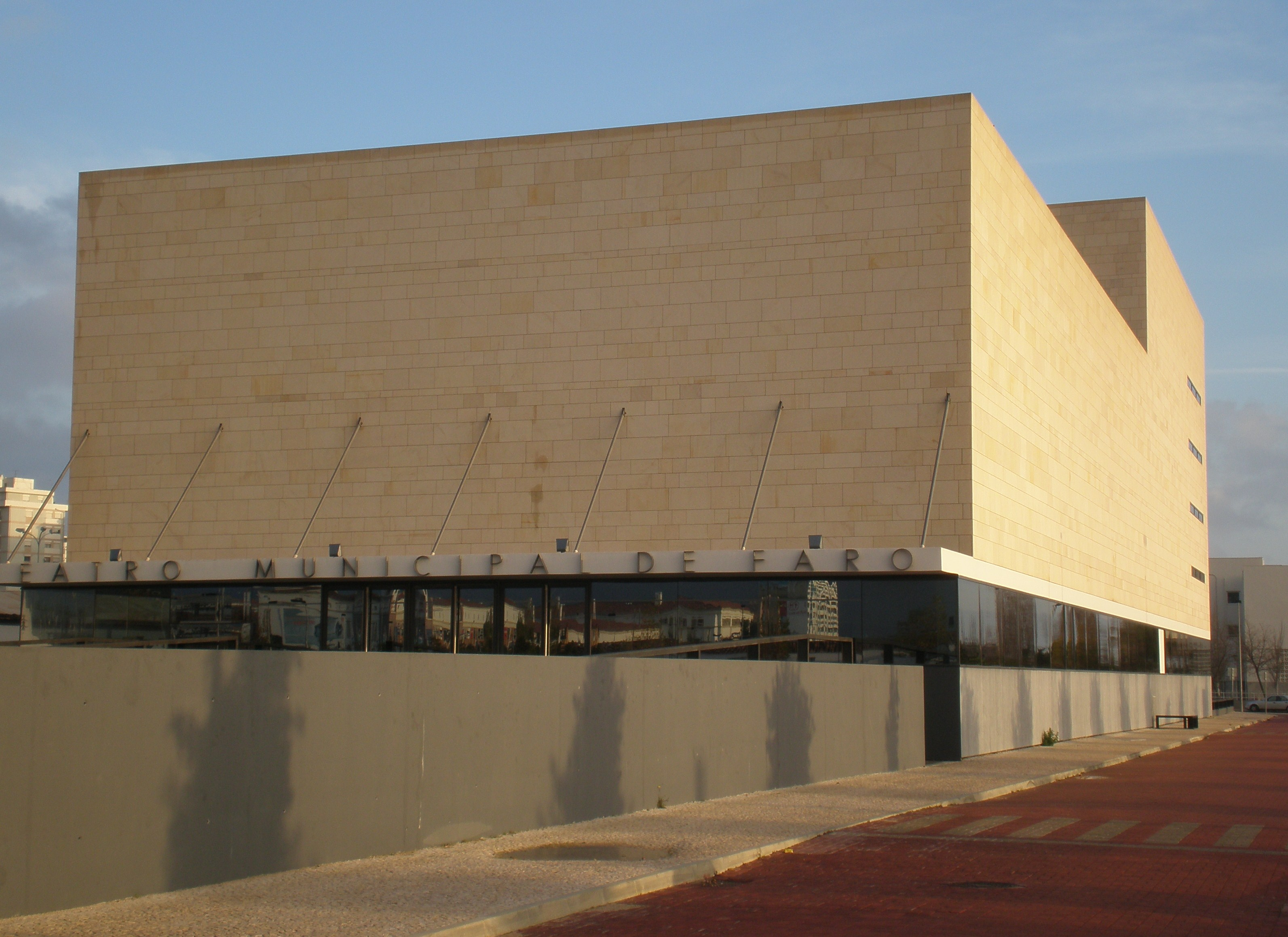
Teatro das Figuras, Faro

O Teatro das Figuras é uma sala de espectáculos e sede da superestrutura Teatro Municipal de Faro, inaugurado em 1 de julho de 2005. Localiza-se na Horta das Figuras, na Estrada Nacional 125.
Foi construído, pelo arquitecto Gonçalo Byrne, no âmbito da iniciativa Faro Capital Nacional de Cultura 2005.
Deve o seu nome ao facto de se situar ao pé da Casa das Figuras, emblemático edifício da cidade de Faro.

## Fonte
- Fernandes, José Manuel. Janeiro, Ana. Arquitectura no Algarve - Dos Primórdios à Actualidade, Uma Leitura de Síntese. Edição da CCDRAlg (Comissão de Coordenação e Desenvolvimento Regional do Algarve) e Edições Afrontamento, 2005.

## Ligações exteriores
- «Site oficial do Teatro das Figuras»
- «Foto das traseiras do Teatro das figuras (no Site da Câmara Municipal de Faro)»